# Гамамелис
Гамаме́лис (лат. Hamamélis от др.-греч. ἅμᾰ — одновременно и др.-греч. μῆλον — древесный плод, что указывает на плодоношение в одно и то же время) — род листопадных кустарников семейства Гамамелисовые (Hamamelidaceae).

## Распространение и среда обитания
В природе гамамелисы произрастают в лесах и по берегам рек в Восточной Азии, на восточном побережье Северной Америки и в некоторых местах на Кавказе. Гамамелис обладает очень ценными лекарственными свойствами, поэтому в Европе его часто высаживают в «аптекарских огородах».

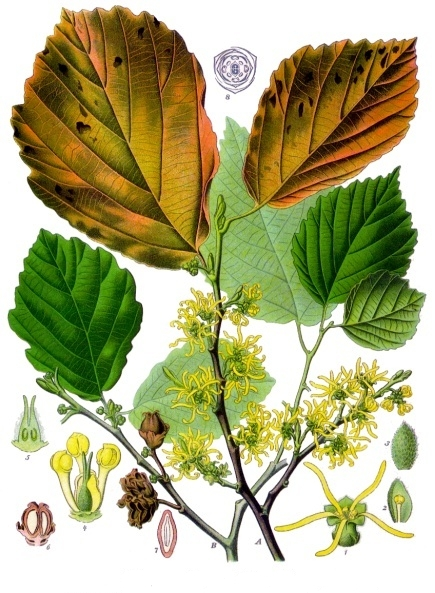
Гамамелис вирджинский.

## Название
Обиходные названия гамамелиса — «волшебный орех», «колдовской орех», «ведьмин орех», «орешник ведьмы». Такое название пошло из-за позднего цветения гамамелиса, плоды которого созревают лишь к лету следующего года.

## Хозяйственное значение и применение
Плоды гамамелиса содержат высокий процент эфирного масла, а кора и ветки гамамелиса виргинского — вяжущие вещества, благодаря чему используются в медицине и парфюмерной промышленности.
Листья гамамелиса богаты флавоноидами, а также содержат особую группу веществ — танины. Танины обладают выраженным вяжущим свойством, а также антибактериальным действием. В составе косметических средств гамамелис смягчает поверхностный слой кожи, способствует стягиванию расширенных пор, благодаря антибактериальным свойствам препятствует появлению воспалений. Отвары гамамелиса часто рекомендуют для ухода за кожей, склонной к жирности, воспалениям.
Лечебные свойства гамамелиса используют и в медицине. Он способствует оттоку жидкости из крупных сосудов и укреплению сосудистых стенок, поэтому способствует профилактике варикозного расширения вен. Эти свойства гамамелиса используют в дерматокосметологии для коррекции расширенной сосудистой сетки на лице.

## Виды
По информации базы данных Plants of the World Online  (по состоянию на начало 2023 года), род включает пять видов:
- Hamamelis japonica Siebold & Zucc. — Гамамелис японский
- Hamamelis mollis Oliv. — Гамамелис мягкий
- Hamamelis ovalis S.W.Leonard
- Hamamelis vernalis Sarg. — Гамамелис весенний
- Hamamelis virginiana L. — Гамамелис вирджинский, или Гамамелис виргинский